# Machiel Evert Noordeloos
Machiel Evert Noordeloos (La Haya, 16 de abril de 1949) es un botánico y profesor neerlandés. En 1981, obtuvo su PhD sobre una tesis de taxonomía y distribución geográfica de Entoloma sensu lato de Europa.

## Algunas publicaciones
- 1981. Systematiek en verspreiding van Satijnzwammen (Entoloma subgenus Entoloma, Nolanea, Pouzaromyces en Allocybe) in Nederland met een verkenning van de overige Europese taxa. Ed. Rijskuniversiteit. 10 pp.
- 1981. Notes on Marasmius: 1. Marasmius pseudocaricis spec. nov. and the status of Gloiocephala Mass. 4 pp.

### Libros
- vladimír Antonín, machiel evert Noordeloos. 2010. A monograph of marasmioid and collybioid fungi in Europe. Ed. IHW-Verlag. 480 pp. ISBN 3-930167-72-7
- -------------------, -----------------------. 2005. A monograph of the genera Hemimycena, Delicatula, Fayodia, Gamundia, Myxomphalia, Resinomycena, Rickenella, and Xeromphalina (Tribus Mycenae sensu Singer, Mycena excluded) in Europe. Ed. Koeltz Scientific Books. 280 pp.
- 2004. Entoloma s.l: supplemento. Volumen 5, Parte 1 de Fungi Europaei. Ed. Candusso. 1.377 pp.
- -------------------, -----------------------. 1993. A monograph of Marasmius, Collybia and related genera in Europe. Libri botanici, Parte 1 de A monograph of Marasmius. Ed. IHW-Verlag. 229 pp. ISBN 3-9803083-5-9
- 1988. Entoloma in North America: the species described by L.R. Hesler, A.H. Smith, and S.J. Mazzer : type-studies and comments. Volumen 2 de Cryptogamic studies. Ed. G. Fischer. 164 pp. ISBN 3-437-30596-4
- 1987. Entoloma (Agaricales) in Europe: synopsis and keys to all species and a monograph of the subgenera Trichopilus, Inocephalus, Alboleptonia, Leptonia, Paraleptonia, and Omphaliopsis. Nº 91 de Beihefte zur Nova Hedwigia. Ed. J. Cramer. 419 pp. ISBN 3-443-51013-2

## Premios
- Premio Clusius, de la Hungarian Mycological Society, 2009

## Eponimia
- Entoloma noordeloosii Hauskn.[1]
- Entoloma machieli A. De Meyer[2]